# Bactrocantharis bogatchevi
Bactrocantharis bogatchevi is een keversoort uit de familie soldaatjes (Cantharidae). De wetenschappelijke naam van de soort werd in 1989 gepubliceerd door Sergey Vasiljevich Kazantsev.